# لطفي بن علي
لطفي بن علي هو تونسي تم اعتقاله من قبل الولايات المتحدة خارج نطاق القضاء لأكثر من ثلاثة عشر عامًا في معتقل غوانتانامو في كوبا. وكان واحدًا من خمسة أشخاص نقلوا إلى كازاخستان في عام 2014. وكان على وشك الوفاة بسبب نقص الرعاية الطبية.

## حالته الصحية
يعاني لطفي من حالة صحية متدنية. في عام 2004 قال التقرير الطبي انه يعاني من أمراض قلب مزمنة قد تتطلب وضع صمام قلب صناعي، وأن لديه حصى في الكلى، وصاب بالسل بالإضافة إلى الاكتئاب وارتفاع ضغط الدم. وذكر التقرير أنه يحتاج اختبار دم مرتين في الشهر، لضمان أنه تلقى الجرعة المناسبة من مضادات تجلط الدم.
ووفقا للتقارير في غوانتانامو؛ كان طوله عند وصوله إلى غوانتانامو 76.5 بوصة (194 سـم)، ووزنه 225 رطل (102 كـغ). وانخفض وزنه بشكل مفاجئ في أواخر خريف 2005 فأصبح 218 رطل (99 كـغ)، وفي 10 ديسمبر 2005، انخفض إلى 192.5 رطل (87.3 كـغ). وفي 12 ديسمبر انخفض إلى 173.4 رطل (78.7 كـغ). وفي 16 ديسمبر انخفض إلى 163.9 رطل (74.3 كـغ). وبحلول 27 يناير 2006، ارتفع وزنه إلى 201.4 رطل (91.4 كـغ)، وظل على هذا الوزن تقريبًا بقية 2006.

## نقله إلى كازاخستان
في 30 ديسمبر 2014، تم نقل لطفي وأربعة آخرين إلى كازاخستان، ووضعوا تحت شروط أمنية.